# Olle Gasslander
Sven Olof (Olle) Vilhelm Gasslander, född 3 juni 1915 i Halmstad, död 13 december 1962 i Solna, var en svensk historiker.
Olle Gasslander var adoptivson till överläraren Axel Hjalmar Gasslander. Efter studentexamen vid Halmstads högre allmänna läroverk 1934 blev han student vid Lunds universitet där han avlade filosofie kandidatexamen 1937, filosofisk ämbetsexamen 1939 och filosofie licentiatexamen 1945. I sina studier blandade han historia, geografi, nationalekonomi och statskunskap. Under inflytande från lärarna Lauritz Weibull och Sture Bolin valde han dock att fokusera på historia. 1950 blev han filosofie doktor efter att ha disputerat med en avhandling om Johan August Gripenstedt. Han var därefter docent i historia vid Uppsala universitet. Under perioder 1951, 1952, 1958 och 1961 var han förordnad som professor där. Gasslander blev 1958 lektor vid Kungsholmens högre allmänna läroverk. Han är begravd på Solna kyrkogård.